# Chiesa dei Santi Sebastiano e Fabiano (Collesano)
La chiesa dei Santi Sebastiano e Fabiano, comunemente detta chiesa del Collegio, è un edificio religioso di Collesano.

## Storia
Conserva una pregevole urna del Cristo morto, delle statue cinquecentesche di San Giovanni Evangelista e di Santa Maria Maddalena, la statua del santo titolare San Sebastiano assieme a varie tele del '600 e del '700. (G. Testa). In una di esse, quella denominata della Sacra Famiglia, è raffigurato l'abitato di Collesano alla fine del '600.